# Bromidella
Bromidella is een geslacht van uitgestorven kreeftachtigen uit de klasse van de Ostracoda (mosselkreeftjes).

## Soorten
- Bromidella coelodesma (Oepik, 1937) Zanina, Neckaja & Polenova, 1960 †
- Bromidella granulosa (Krause, 1889) Schmidt, 1941 †
- Bromidella kohtlensis (Oepik, 1937) Schmidt, 1941 †
- Bromidella kueferi Schallreuter, 1993 †
- Bromidella obesa Copeland, 1989 †
- Bromidella papillata (Harris, 1957) Miller, Williams & Wakefield, 1990 †
- Bromidella parsinodosa Kraft, 1962 †
- Bromidella reticulata Harris, 1931 †
- Bromidella rhomboidea Kay, 1940 †
- Bromidella spiveyi Harris, 1957 †